# Здравствуйте, я приехал!
«Здравствуйте, я приехал!» — советский художественный фильм режиссёра Михаила Бадикяну, снятый на киностудии «Молдова-фильм» в 1979 году.
7 июня 2013 года фильм транслировался на телеканале «Мир». 29 марта 2014 года транслировался на телеканале «ОТР».

## Сюжет
Выпускник технического вуза Антон Крецу попадает на работу в отдел снабжения крупного завода. Увлеченный герой не скучает, а вполне успешно внедряет в хозяйство завода последние достижения электронно-вычислительной техники.

## В ролях
- Владимир Изотов — Антон Лаврентьевич Крецу, выпускник технического вуза, инженер-механик, снабженец
- Леонид Каневский — Аркадий Христофорович Ангел, начальник отдела снабжения, руководитель Антона
- Светлана Тома — Вероника, жительница гостиницы
- Михаил Бадикяну — Симеон, дедушка Даны
- Юрий Медведев — Исмаил Иванович
- И. Корнилова — «Ласточка»
- Валериу Купча — Валерий Пименович, директор
- Александр Брайман — заместитель директора
- Валерий Лысенков — Василий Иннокентьевич, коллега Антона
- Сергей Иорданов — бывший муж Вероники, отец Даны
- Ирина Лачина — Дана
- Лола Бадалова — жена Исмаила

### Эпизоды
- Илие Гуцу — главный инженер
- Ф. Торпан
- Бэно Аксёнов — сменный инженер
- Александр Мутафов — гардеробщик
- Ф. Похомий
- Сильвия Берова
- Евгения Тудорашку — проводница

### Роли озвучивали
- Александр Феклистов — Антон Крецу
- Артём Карапетян — Исмаил Иванович
- Владимир Разумовский — бывший муж Вероники
- Владимир Сафронов — Валерий Пименович
- Борис Быстров — Василий Иннокентьевич
- Ольга Громова — Дана
- Станислав Коренев — Симеон
- Лариса Данилина — Вероника

## Съёмочная группа
- Автор сценария — Александр Горохов
- Режиссёр-постановщик — Михаил Бадикяну
- Оператор-постановщик — Дмитрий Моторный
- Художник-постановщик — Фёдор Лупашко (в титрах как: Фёдор Лупашку)
- Композитор — Александр Сокирянский
- Текст песни — Ирина Бадикова
- Вокал — Валентина Толкунова
- Дирижёр Симфонического оркестра Госкино СССР — Г. Дугашев
- Художник по костюмам — Людмила Ролько
- Режиссёр — Юрий Музыка
- Оператор — Н. Степанов
- Монтажёр — Н. Бурьянова
- Звукооператор — А. Камерзан
- Художник по гриму — Н. Пономаренко
- Ассистенты режиссёра — И. Корнилова, О. Израилев, Г. Николаева
- Ассистент оператора — В. Руссу
- Мастер по свету — Ю. Рубан

## Критика
В журнале «Коммунист Молдавии» (выпуск 1981 года) лента «Здравствуйте, я приехал!» была отнесена к числу фильмов, «оценённых общественностью, специалистами и зрителями не столь высоко».

## Съёмки
- Тепловоз «ТЭП10Л»
- Органный зал, фото 1980 года
- Гостиница «Интурист», фото 1980 года
- Гостиница «Националь», фото 2004 года
- Озеро «Валя-Морилор», фото 2008 года
- Проспект Дачия, фото 1980 года
- Озеро «Долина роз», фото 1980 года
- «Центральный телеграф», фото 2006 года

Съёмки фильма проходили в Кишинёве.
В начальной сцене фильма, в которой главный герой Антон Крецу мчится на поезде, можно заметить тепловоз «ТЭП10Л». Сцена, в которой Антона задерживает милиция, снималась на территории локомотивного депо «ТЧ-1 Кишинев».
В других сценах можно заметить такие места съёмок:
- «Органный зал» (до недавнего времени — «Городской банк») — теперешнее здание «Примэрии» и «Главпочтамт»[7].

- «Интурист» (в настоящее время— «Националь») — гостиница, которая находится на проспекте Ленина (в настоящее время — бульвар Штефан чел Маре), в этой сцене перед ней находятся фонтаны и клумбы. Сейчас она на той же улице находится в ужасном состоянии и уже очень долго ждет своего возрождения[7].

Кроме того, у одной из сцен на проспекте Ленина, когда Антон Крецу спрашивает перебежать дорогу, в кадре замечен необычный памятник Льву Толстому, на котором изображена его голова.
Одна из сцен, где Антон Крецу и Аркадий Христофорович Ангел находятся в ювелирном магазине, снималась в известном в прошлом ювелирном магазине «Самоцветы». Из окон магазина замечены фонтаны перед той же самой гостиницей, гостиница «Кишинэу» и памятник Воинам-освободителям. Магазин был построен в Кишинёве в 1978 году.
Одна из сцен, где Антон Крецу знакомится с дядей Симеоном, снималась на лодочной станции Комсомольского озера (в настоящее время — Валя-Морилор).
В одном коротком кадре замечен проспект Мира (в настоящее время — проспект Дачия) в участке пересечения с нынешней улицей Теилор, которая слева не попала в кадр. Автомобиль проезжает мимо Дачии, 21 и пустыря, на котором раньше хотели построить просторный современный кинотеатр, который так и не построили.
Одна из сцен, где Антон Крецу и Вероника сидят в ресторане, снималась в ресторане «Дойна» в парке «Долина роз». Съёмки внутреннего места проходили в другом заведении.
И наконец последнее, ещё в одном коротком кадре ночного Кишинёва, сделанном за несколько секунд, замечены яркие неоновые вывески и «Центральный телеграф».